# Hardeggasse (metropolitana di Vienna)
Hardeggasse è una stazione della linea U2 della metropolitana di Vienna situata nel 22º distretto,  a nord del cimitero di Stadlau nella zona occidentale del quartiere. La stazione è entrata in servizio il 2 ottobre 2010, nel contesto della terza fase di estensione della metropolitana e come parte del prolungamento della U2 da Stadion.

## Descrizione
La stazione è realizzata in sopraelevata e l'accesso ai treni avviene tramite una banchina centrale a isola.
Secondo la delibera del comune di Vienna del 17 dicembre 1999 che raccomanda di denominare le strade in conformità con le regole della riforma ortografica tedesca, la grafia corretta dovrebbe essere Hardegggasse, tuttavia le Wiener Linien hanno mantenuto la grafia tradizionale, non essendo tenute ad adeguarsi alla nuova versione della toponomastica.

## Ingressi
- Hardeggasse
- Langobardenstraße